# AL 3
AL 3 (vdB-Ha 261) – gromada kulista znajdująca się w kierunku konstelacji Strzelca. Została odkryta w 1967 roku przez Andrewsa i Lindsaya, skatalogowana przez van den Bergha i Gretchen L. Hagen w 1975, a jako gromadę kulistą zidentyfikowali ją S. Ortolani, E. Bica i B. Barbuy w roku 2005.